# Safia Boukhima
Safia Boukhima, née le 10 janvier 1991 à Béjaïa, est une joueuse algérienne de volley-ball. Elle mesure 1,76 m et joue réceptionneuse-attaquante,

## Club
club actuel :  US Carthage
 club précédent :  GS Pétroliers

## Palmarès
- Championnat d'Algérie
  - Vainqueur : 2013, 2014, 2015
  - Finaliste: 2009, 2012, 2016

- Coupe d'Algérie
  - Vainqueur : 2012, 2013, 2014, 2015, 2016

- Coupe d'Afrique des clubs champions
  - Vainqueur : 2014
  - Finaliste: 2013

- Championnat d'Afrique
  - Vainqueur : 2009
  - Finaliste: 2011, 2015

- Jeux africains
  - Vainqueur : 2007, 2011

2 Participations aux Jeux Olympiques 2008 et 2012
1 Participation au Championnat du monde Japon 2010
2 Participations à la Coupe du monde 2011 et 2015 
4 participations au FIVB GRAND PRIX depuis 2013 
1 Participation au Championnat du monde des clubs en 2014
Vice championne aux jeux panarabes des nations Qatar 2011